# Ormai sono una donna
Ormai sono una donna (Beau-pere) è un film del 1981 diretto da Bertrand Blier, tratto dall'omonimo romanzo opera dello stesso regista.
Fu presentato in concorso al 34º Festival di Cannes.

## Trama
Rémi compirà 30 anni tra sei mesi. Lavora come pianista da bar per pochi soldi e sa che ha sempre voluto ottenere qualcosa entro il suo trentesimo compleanno. La realtà è diversa: riesce a sbarcare il lunario solo perché la sua fidanzata di lunga data Martine guadagna soldi come modella. La relazione, però, sta per finire. Dopo una discussione con Rémi, Martine è coinvolta in un incidente stradale in cui muore.
Oltre a Rémi, rimane la figlia di Martine, Marion, che ora ha 14 anni e di cui Rémi si prende cura come un padre da otto anni. Contro la sua volontà, Marion ora deve andare a vivere con il suo padre biologico Charly, che lei rifiuta. Dopo un po' torna da sola nell'appartamento di Rémi e chiarisce a Charly che tornerà sempre da Rémi. Marion può stare con il suo patrigno che ha appena perso il lavoro. Entrambi riescono a sbarcare il lunario: lui dando lezioni di piano e lei facendo da babysitter. Quando i voti scolastici di Marion peggiorano, Rémi vuole proibirle di fare da babysitter, ma Marion ammette di essere deconcentrata solo perché si sente attratta da Rémi. Lui le risponde che si sbaglia.
Quando Rémi torna a casa tardi il giorno dopo, trova Marion nuda nel suo letto. Lei gli dice che vorrebbe semplicemente sdraiarsi a letto con lui, ma lui non sa se riuscirà a controllarsi con lei, soprattutto perché lei insiste di essere una donna e non più una bambina. Le chiarisce che puoi dire cose stupide, ma non puoi farle. Quando lei viene un altro giorno nel suo letto per leggere, ma poco dopo cerca di sedurlo, lui la butta fuori dalla stanza. Rifiuta rigorosamente una relazione sessuale con lei.
Marion diventa apatica e non mangia quasi più. Il pediatra le prescrive un cambio d'aria, così va in montagna con Charly. Alla stazione dei treni, Rémi esaudisce il suo grande desiderio e le dà un bacio alla francese. Trascorre il Natale con gli amici; ubriaco, chiama al telefono Marion e le confessa di amarla. Presto la cerca in montagna, entrambi prendono una camera d'albergo e fanno l'amore. Durante il viaggio di ritorno, Rémi ha una conversazione immaginaria con Martine; non sa cosa fare dopo.
Quando Rémi viene sfrattato dal suo appartamento, si trasferisce in una vecchia casa. È d'accordo con Marion sul fatto che la loro relazione sarebbe servita solo a darsi sostegno reciproco; Marion dovrebbe avere una giovinezza normale con amici e relazioni amorose normali. Quindi invita numerosi giovani in casa e flirta con gli uomini davanti a Rémi. Tuttavia, gli fa capire che farà sesso solo con lui. Dopo una festa dalla quale lei non torna a casa fino al mattino, lui si arrende e le confessa il suo amore. Entrambi dormono insieme. Ricevono una visita a sorpresa da Charly. Mentre se ne va, li vede abbracciarsi e baciarsi; chiede a Rémi se va a letto con Marion. Nega indignato; Ammette di avere paura di Marion.
Un giorno Marion chiede aiuto a Rémi. Il bambino di cui si prende cura attualmente si è improvvisamente ammalato. Rémi trova un medico e si procura la medicina. Finalmente conosce la madre del bambino: Charlotte è una pianista e vive separata dal marito. Marion si rende presto conto che Rémi e Charlotte si sono piaciuti. Lascia che Rémi ricominci da capo la sua vita: lui e Charlotte diventano una coppia e Marion torna dal suo padre biologico.